# Perilinfa
A perilinfa é um fluido extracelular localizado no ouvido interno. Encontra-se na scala tympani e scala vestibuli da cóclea. Sua composição iônica é semelhante à do plasma e do líquido cefalorraquidiano, com o sódio como principal cátion (concentração média: 138 mM de sódio e 6,9 mM de potássio). Também é conhecida como líquido de Cotúnio (em referência a Domenico Cotugno).

## Estrutura
O ouvido interno divide-se em cóclea e órgão vestibular, conectados por canais no osso temporal denominados labirinto ósseo. Estes canais são separados por membranas que formam o labirinto membranáceo, preenchido por endolinfa e circundado pela perilinfa. A perilinfa conecta-se ao líquido cefalorraquidiano do espaço subaracnóideo através do ducto perilinfático.

### Composição
Perilinfa e endolinfa possuem composições iônicas distintas, essenciais para os impulsos eletroquímicos das células ciliadas auditivas. O potencial elétrico da endolinfa é ~80-90 mV mais positivo que o da perilinfa, devido à maior concentração de potássio (K⁺) na endolinfa e de sódio (Na⁺) na perilinfa (diferença conhecida como potencial endococlear).
Além de íons, a perilinfa contém proteínas como enzimas extracelulares e imunoglobulinas, fundamentais para funções imunológicas e metabólicas.

## Significado clínico
Há hipóteses de que o fluxo unidirecional entre perilinfa e endolinfa esteja comprometido na doença de Ménière.

## Imagens adicionais

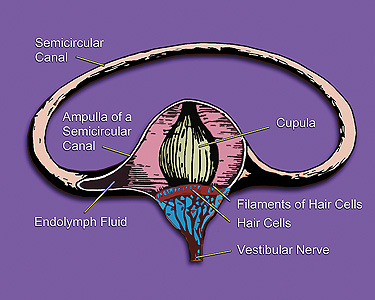
Ilustração da orelha interna, que mostra o canal semicircular, as células ciliadas, a ampola, a cúpula, o nervo vestibular e fluido.